# Badia di San Pietro al Conero
La badia di San Pietro al Conero sorge a 450 metri d'altezza, quasi alla sommità del monte Conero, nella celebre omonima riviera, compresa nel comune di Sirolo, in provincia di Ancona, nelle Marche.
Eretta a partire dai primi anni del Mille, costituisce un notevole esempio dell'architettura romanica della regione.
Abbandonata con la soppressione del monastero, durante l'Unità d'Italia, oggi ospita un elegante albergo.

## Storia e descrizione

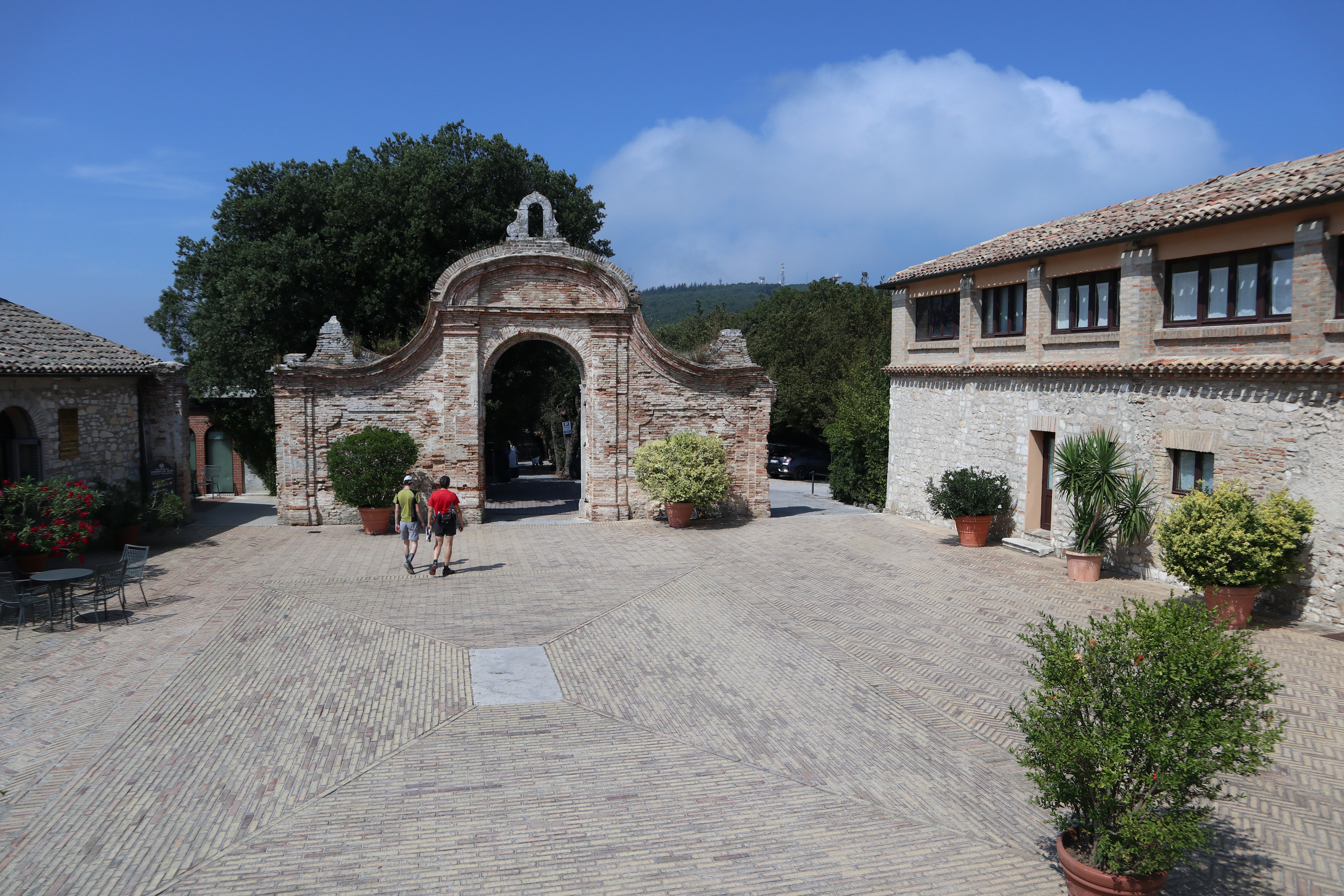
Il cortile con l'arco d'ingresso.

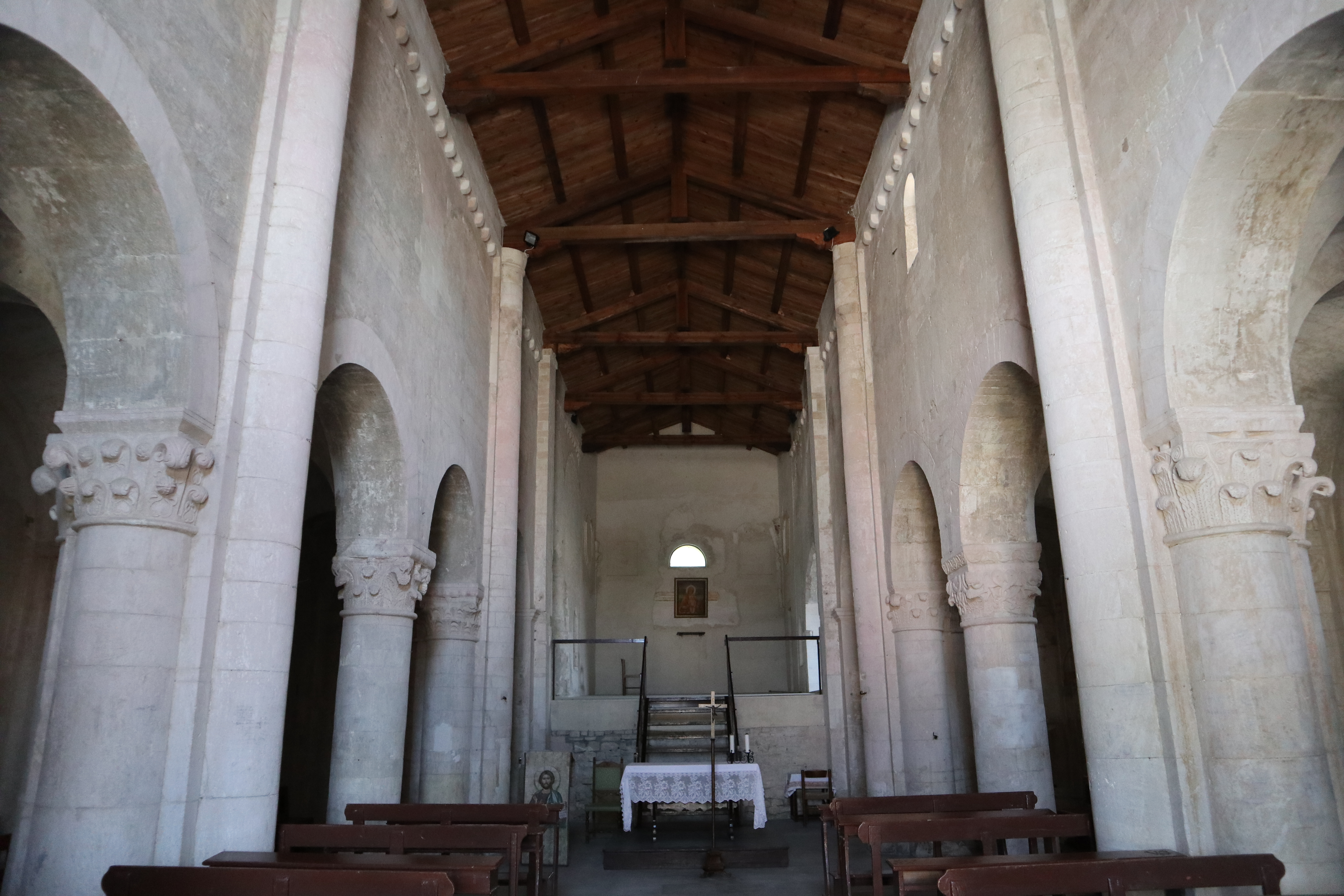
L'interno della chiesa.

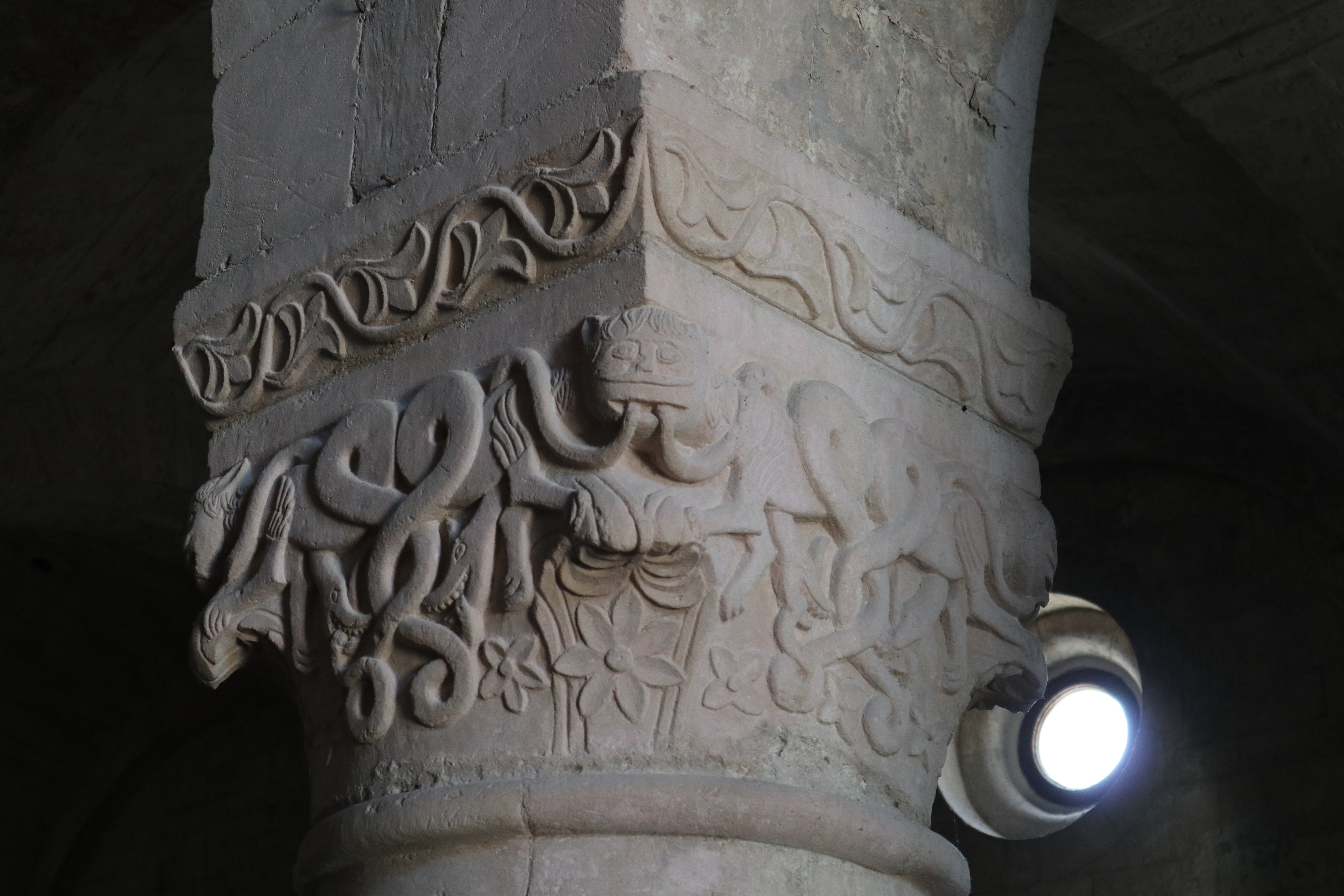
Uno dei capitelli.

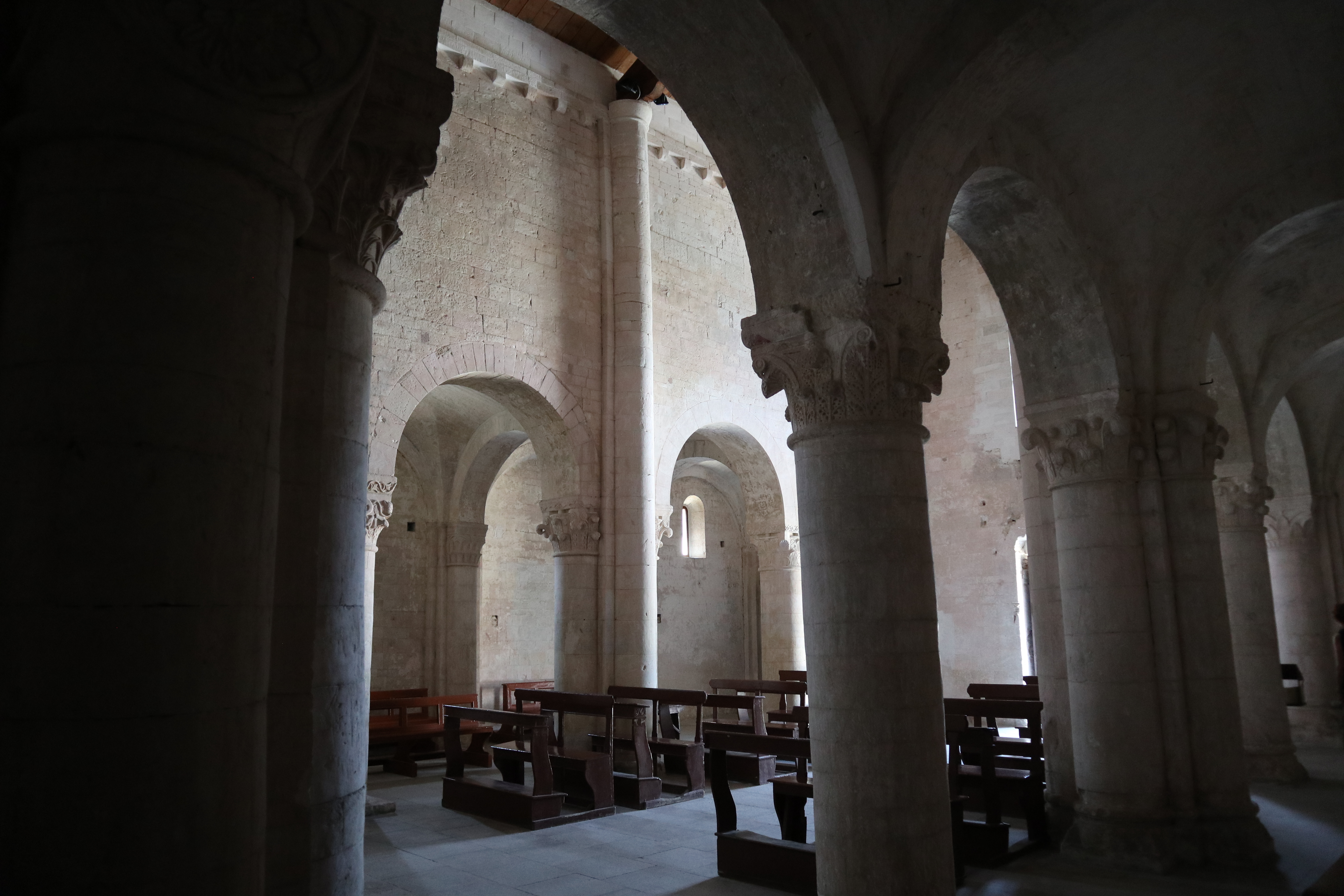
Veduta dell'interno.

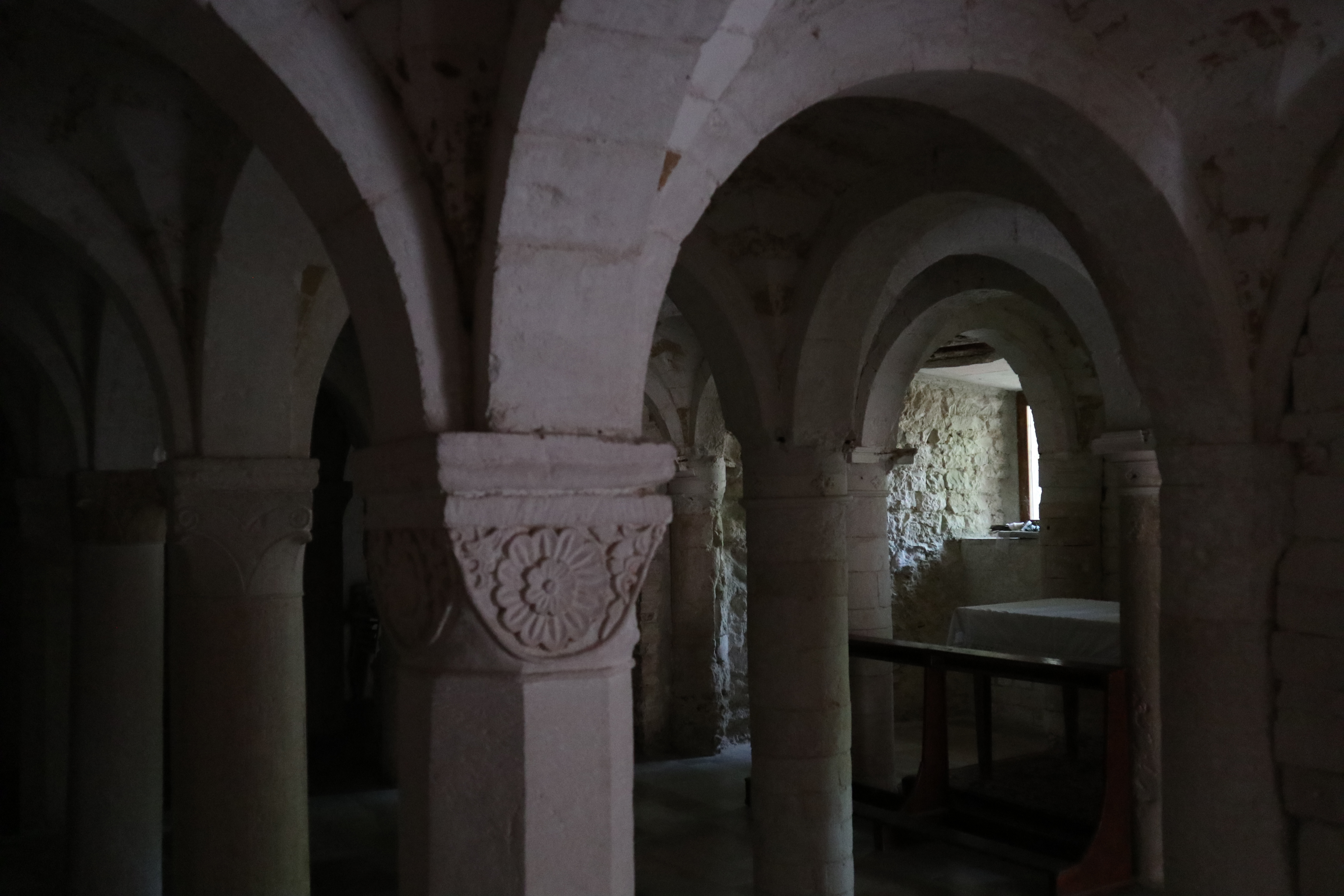
La cripta.

È probabile che in questo luogo sorgesse un tempio dedicato alla dea Pamplona, protettrice dei naviganti.
Nell'Alto medioevo questo luogo, quasi alla sommità del monte Conero, era già popolato da diversi eremiti che dimoravano in grotte naturali o scavate nelle rocce, i cosiddetti romitori. Sembra che il romitorio di san Pietro esistesse già prima dell'XI secolo, epoca alla quale si fa risalire la costruzione della badia. Questi eremiti non appartenevano a nessun ordine religioso, e solo in seguito i monaci benedettini si recarono sul monte per fondare delle comunità. Nei primi anni del Mille già due abbazie erano presenti sul monte: una verso la cima, a un'altezza di 470 metri (alla quale era unita la chiesa di San Pietro), l'altra situata a metà monte, intorno a quota 300 metri, dedicata a san Benedetto, oggi completamente scomparsa.
In un atto dell'8 aprile 1037 i conti Cortesi, signori del castello di Sirolo, donarono all'abate Guizemone la chiesa sulla vetta del monte per istituirvi un monastero: se ne deduce che la chiesa di san Pietro esisteva già prima del 1037. È ormai certo che venne edificata nei primi anni del Mille usando le pietre ricavate dal monte.
Nel 1203 l'eremo fu ampliato, vennero costruiti dei chiostri e la chiesa venne ristrutturata. Poi nel 1223 furono eseguiti degli altri lavori e nella cripta vennero installati sei pilastri ed otto colonne di recupero.
La chiesa presenta una pianta basilicale divisa in tre navate da pilastri compositi e cilindrici alternati, un'abside sporgente rialzata sulla cripta e un campanile duecentesco sul fianco destro. Tutta la decorazione interna è incentrata sui capitelli, che databili al XII secolo, vennero scolpiti in un'epoca precedente alla costruzione della chiesa, forse dai templari. Denotano un'eccezionale raffinatezza plastica nei rilievi a motivi vegetali e zoomorfi attinti dal bestiario simbolico romanico-padano. I capitelli della cripta, risalenti all'XI secolo, risultano più semplici di quelli della chiesa superiore.
I benedettini pian piano conobbero un lento declino, soprattutto dovuto al numero di adepti sempre in calo, tanto che nel 1514 il vescovo di Ancona affidò la chiesa di san Pietro e l'eremo ai gonzaghiani; e nel 1518 i camaldolesi occuparono le grotte e la chiesa di San Benedetto a metà monte. 
A quel punto iniziarono dei forti dissidi tra le due componenti religiose, fino a che nel 1558, quando un incendio bruciò completamente i tetti della chiesa di san Pietro e dei locali attigui, i gonzaghiani furono cacciati. I camaldolesi recuperarono il complesso di san Pietro e lo restaurarono, e nel 1651 dotarono la chiesa di una nuova facciata barocca. I camaldolesi rimasero sul Conero fino alla soppressione del monastero nel 1860.
Per lungo tempo abbandonato, oggi, completamente restaurato, accoglie un elegante albergo, l'Hotel Monteconero.